# Dodirni me slučajno
Dodirni me slučajno je album Massima Savića objavljen 17. studenog 2011. godine.

## Popis pjesama
1. Dodirni me slučajno
2. Prospi riječi (duet s Ninom Badrić)
3. Tišina
4. Sretan put
5. Dijete u meni
6. Nemam vremena
7. Iz jednog pogleda
8. Što bi mi bez nas (duet sa Zoranom Predinom)
9. Gdje smo sad
10. Krug u žitu
11. Bez uvrede
12. Laku noć
13. Za jednom kapi čistoga života (duet s Arsenom Dedićem)